# Nagyboldogasszony-székesegyház (Chilpancingo de los Bravo)
A mexikói Chilpancingo de los Bravo városban található Nagyboldogasszony-székesegyház a Chilpancingo-Chilapai egyházmegye központi temploma.

## Története
Az első itt álló templomot a 16. század közepén építették. 1813-ban ez a szegényes, szalmatetős templom kiemelkedő történelmi szerepet játszott, ugyanis szeptember 13-án itt ült össze a chilpancingói kongresszus, amelynek során itt olvasták fel José María Morelos Sentimientos de la Nación függetlenségről szóló írását is. Később, de nincs róla dokumentum, hogy mikor, már kőtemplom épült helyébe; annyi bizonyos, hogy ez 1876-ban már állt. 1902. január 16-án egy erős földrengés jórészt elpusztította a templomot, ezért ismét újjá kellett építeni. Az új templom plébániáján 1910-től 1934-ig az építkezésben is segítséget nyújtó Margarito Escobar szolgált, 1929-ben pedig Miguel Leyva felelt az időközben sokáig elhúzódó építkezésért: a falakat az ő idején fejezték be. A betonból készült boltozatot az 1936-tól itt tevékenykedő Agustín M. Días idején építették, a két tornyot Galo Soberón y Parra és Miguel Leyva tervezte. 1957. július 28-án újabb földrengés pusztított a városban, ekkor az egyik torony is ledőlt, majd az 1985. szeptember 19-i és a 2007. április 13-i földrengés ismét okozott benne károkat. A 2011 decemberében történt újabb rengés először úgy tűnt, helyrehozhatatlan pusztítást végzett, de később kiderült, hogy a hibák többsége viszonylag könnyen javítható.